# LV (альбом)
LV — второй сольный альбом Майка Науменко, записанный летом 1982 года в студии театрального института, где в то время работал Игорь «Панкер» Гудков — приятель Майка и один из первых советских панков. Основной концепцией альбома стали пародии и отсылки к ленинградским рок-музыкантам начала 1980-х годов, а также эксперименты с регги, панком, блюзом и бардовской песней.
Альбом включён в книгу Александра Кушнира «100 магнитоальбомов советского рока». В 1991 году фирма «Эрио» выпустила на виниле переизданную версию альбома LV, которую пересвёл Алексей Вишня ещё в 1986 году. Это был первый альбом Майка (не считая «Белой полосы» Зоопарка), который был издан на виниле в СССР, и последняя виниловая пластинка, выпущенная при жизни музыканта.
В 2020 году переиздан издательством «Отделение Выход» на 3 CD. Материал составили оригинальная запись 1982 года, пересведение 1986 года и черновая версия альбома.

## История альбома
Хотя группа «Зоопарк» к моменту создания LV уже существовала, по ряду причин, основную работу по записи проделывал сам Майк. Первый полноценный альбом, в записи которого приняли непосредственное участие все музыканты группы, вышел лишь в 1983 году и назывался «Уездный город N».
Альбом записан Майком в скромных технических условиях ввиду невозможности использовать полноценные ударные установки (их заменила советская драм-машина) и отсутствия музыкантов группы летом 1982 года в городе. В записи альбома, так или иначе, принимали участие такие люди, как Илья Куликов и Александр Храбунов, которые в то время являлись уже участниками группы, но по ряду причин ограниченно смогли участвовать в самом процессе записи, а также Борис Гребенщиков. Последний придумал соло к песне «6 утра».
Три песни имеют посвящения: «Лето» — Виктору Цою, «Я не знаю, зачем (Бу-Бу)» — Андрею Панову («Свин»), «Песня Гуру» — Юрию Морозову.
Альбом задумывался как полуакустический, все песни написаны в разных стилях.
Во вступительной песне «Увертюра» использовано вступление из «Полёта Валькирий» Рихарда Вагнера в исполнении Венского филармонического оркестра (дирижёр Вильгельм Фуртвенглер, запись 1954 года).
Композиция «Растафара (Натти Дрэда)» представляет собой регги, а «Песня гуру» стилизована под Высоцкого, о чём Майк сам заявлял в интервью. Существует версия, что идея создания этой песни пришла Майку в гостях у Коли Васина. Майк говорил, что с интересом относится к восточной философии и религиям, однако в этой песне решил постебаться над дилетантским подходом к таким вещам.
Песня «Лето» была написана под впечатлением от цоевской «Весны» («…весна, и я уже не грею пиво…»), на счёт чего Майк нередко шутил во время квартирников, особенно совместных с Цоем.
Песня «Бу-бу» (она же «Я не знаю зачем»), посвящённая лидеру панк-группы «Автоматические удовлетворители», предваряется криком «Панк-рок!» и заканчивается выкриком слова «хой», вероятно, навеянного альбомом «Табу» Аквариума. В конце 1980-х слово «хой» получит более широкое распространение, но уже благодаря Егору Летову из группы «Гражданская оборона».

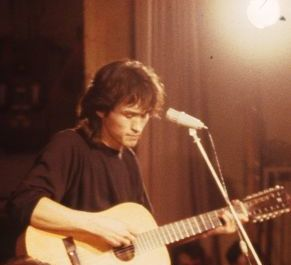
Песня «Лето» была посвящена Виктору Цою — Майк находился под впечатлением от его песни «Весна»

Песня «21-й дубль» является довольно точным (неофициальным) переложением композиции Dress Rehearsal Rag с альбома Songs of Love and Hate канадского барда Леонарда Коэна. В песне воспроизводятся как общая канва оригинала, так и многие образы оттуда («Santa Claus» — «Дед Мороз», «crown prince» — «коронованный принц», «no hot water» — «нет горячей воды», «racing man» — «стайер»).
Альбом имел чёткое разделение на две стороны, в каждой из которых было по шесть песен соответственно. В конце «первой стороны» звукорежиссёр альбома Панкер кричит: «Переворачивай», а в конце самого альбома — «Ставь по новой».

### Издание альбома
Первоначальный вариант альбома, сведённый Гудковым в 1982 году, имел активное хождение в «подпольном» формате, как магнитоальбом.
В 1986 году звукорежиссёр Алексей Вишня выполнил новое сведение альбома. Он выставил другой баланс инструментов, наложил реверберацию и сократил некоторые песни. Также из записи были убраны реплики звукорежиссёра. Вариант 1986 года отличался от 1982 обилием реверов, балансом инструментов, отсутствием «вагнеровского» вступления, отсутствием реплик Панкера и сокращенными версиями некоторых песен.
Именно этот вариант альбома LV издали на виниловых пластинках в 1991 году. Релиз осуществила компания «ЭРИО». Также запись издавалась на компакт-дисках издательством «Отделение Выход» без песни «21-й дубль» (не вошла на однодисковое издание по хронометражу).
В 2020 году на лейбле «Отделение Выход» Олегом Ковригой и Евгением Гапеевым выпущено трёхдисковое переиздание альбома. Данный релиз представляет собой три версии альбома: первая — оригинал 1982 года, изданный «Панкером» Гудковым, вторая — версия Алексея Вишни 1986 года, третья — «черновая» изначальная демо-версия альбома. Специально для этого релиза звукорежиссёр Евгений Гапеев выполнил реставрацию и мастеринг материала с профессиональной копии записи. Для работы её предоставил известный музыкальный журналист и коллекционер Николай Мейнерт.

### Название «LV»
Существует несколько версий происхождения странного названия альбома. Согласно одной из них, «55» (если расшифровать название через символику римских цифр) — это год рождения Майка (1955). Легендарная фотография, на которой Майк сидит в темных очках возле латинских букв LV, была сделана именно для этого альбома.
Александр Кушнир в своей книге утверждал, что после фотосессии Андрея "Вилли" Усова, сделанной для альбома, где Майк на белом фоне выглядел «зависшим в воздухе», появлась другая версия названия — «левитация».
18 апреля 2010 года название альбома было использовано для концерта, приуроченного к 55-летнему юбилею музыканта, — «Майку 55». На концерте приняли участие «Калинов мост», Ольга Арефьева, Леонид Фёдоров, «Выход», «Разные люди» и многие другие.

### Реакция и успех альбома
Альбом «LV» распространялся в Ленинграде на катушках одновременно с альбомом «Табу» группы «Аквариум» (Майк был одним из первых слушателей этого альбома). В то же время на территории МИФИ имела хождение 525-метровая магнитофонная катушка, на одной из сторон которой записан «LV», а на другой — «Табу».
Распространением магнитоальбома в Москве занимался Александр Агеев, ныне проживающий в США. Агеев, работная инженером, в начале 80-х ездил в Ленинград в командировки и там переписывал новые записи местных рокеров:
 Однажды до моего начальства дошли слухи, что наши коллеги планируют вырыть огромный котлован рядом с Московским вокзалом. — И меня направили в Питер — разобраться, не провалится ли вокзал в эту яму. Яму я смотреть, разумеется, не стал, а сразу же начал звонить Панкеру. К тому моменту я знал про Майка две вещи — что ему нравится фильм «Великолепная семерка» и что он любит клеить модели самолётиков. В «Детском мире» самолётиков не оказалось, поэтому я заехал к знакомым и записал ему «Великолепную семерку» на видеокассету. Затем встретился с Панкером, передал кассету, взял ленту «Майк LV» и в тот же вечер уехал в Москву. На работе я отчитался, что Московский вокзал цел, а яму зарыли. Потом поехал домой и стал слушать альбом. Вскоре я понял, что это тройной шедевр. Шедевр исполнения и текстов, шедевр записи и концепции и шедевр оформления. И мы начали его тиражировать, причём после крика «Ставь по новой!» я стал дописывать цикл Юрия Морозова «Харе Кришна». Шел 1982 год, и до царствования Андропова оставалась ещё пара месяцев. 
Практически все песни с альбома LV в дальнейшем исполнялись Майком на акустических концертах и квартирниках. И только песня «Лето» исполнялась Майком в электричестве совместно с бит-квартетом «Секрет» в 1984 году (на II фестивале Ленинградского рок-клуба).
- Андрей Тропилло, директор «Зоопарка», считал песню «Золотые львы» одной из лучших песен Майка, процитировав строчки «и я поцеловал золотого льва, который охранял границу между мной и тобой», и отметив, что «точнее про любовь и не скажешь»[6].
- Песню «Лето», несмотря на то, что посвящалась она Виктору Цою, сам Виктор Цой сольно никогда не исполнял. Однако на совместных квартирниках Цоя и Науменко Цою всё же доводилось подпевать Майку партии «без слов».
- Песню «Я не знаю, зачем (Бу-Бу)», посвящённую «Свинье» Панову, сам «Свинья» позже включил в репертуар «Автоматических удовлетворителей», но слегка изменил текст, в результате песня стала широко известной под другим названием — «Надристать».
- «Песню Гуру», где упоминается музыкант и звукорежиссёр Юрий Морозов, довелось услышать и самому Морозову. Сам Морозов впоследствии вспоминал: «Я, кстати, сильно удивился тогда, думаю, чего это он за меня уцепился? Я совершенно не та личность, которую надо шпынять»[7]. Сам же Майк при жизни всегда относился к Морозову крайне негативно, противопоставляя своё творчество тому, что делал Морозов[8]. Алексей Рыбин в книге «Майк: Время рок-н-ролла» утверждал, что Майк «не терпел прямых религиозных мотивов в рок-н-ролле», и что «излияние своих религиозных чувств в рок-н-ролле в такой форме, как у Морозова, Майк считал просто пошлостью»[9].
- Песня «6 утра» — одна из немногих, вошедших в репертуар группы «Зоопарк». Она была переписана для альбома «Музыка для фильма» в 1991 году.

## Список композиций

### Оригинальная версия 1982 года
Слова и музыка всех песен — написаны Михаилом Науменко.
| №  | Название                   | Длительность |
| -- | -------------------------- | ------------ |
| 1. | «Увертюра»                 | 2:45         |
| 2. | «Белая ночь (Белое тепло)» | 3:03         |
| 3. | «Лето (Песня для Цоя)»     | 3:02         |
| 4. | «Золотые львы»             | 5:43         |
| 5. | «Растафара (Натти Дреда)»  | 3:08         |
| 6. | «Песня гуру»               | 4:38         |

| №  | Название                                           | Длительность |
| -- | -------------------------------------------------- | ------------ |
| 1. | «6 утра»                                           | 2:52         |
| 2. | «Я не знаю, зачем... (Бу-Бу) (Песня для Свина)»    | 2:27         |
| 3. | «21-й дубль»                                       | 4:10         |
| 4. | «Время, вперёд (Молодёжная философская)»           | 2:16         |
| 5. | «Завтра меня здесь не будет (Мой медленный поезд)» | 3:41         |
| 6. | «Сегодня ночью»                                    | 3:12         |

### Пересведение 1986 года
| №  | Название                   | Длительность |
| -- | -------------------------- | ------------ |
| 1. | «Увертюра»                 | 2:32         |
| 2. | «Белая ночь (Белое тепло)» | 3:02         |
| 3. | «Лето (Песня для Цоя)»     | 2:59         |
| 4. | «Золотые львы»             | 5:41         |
| 5. | «Растафара (Натти Дреда)»  | 3:03         |
| 6. | «Песня гуру»               | 4:34         |

| №  | Название                                           | Длительность |
| -- | -------------------------------------------------- | ------------ |
| 1. | «6 утра»                                           | 2:32         |
| 2. | «Я не знаю, зачем... (Бу-Бу) (Песня для Свина)»    | 2:26         |
| 3. | «21-й дубль»                                       | 4:09         |
| 4. | «Время, вперёд (Молодёжная философская)»           | 2:46         |
| 5. | «Завтра меня здесь не будет (Мой медленный поезд)» | 3:36         |
| 6. | «Сегодня ночью»                                    | 3:10         |

## Участники записи
- Майк — вокал, акустическая гитара, гитара (2,8-11), бас-гитара (1,3,4,10,12), драм-машина
- Илья Куликов (группа «Зоопарк») — бас-гитара (2,5-8,11)
- Александр Храбунов (группа «Зоопарк») — лидер-гитара (5)
- Борис Гребенщиков (группа «Аквариум») — вокал (3,5,12), гитара (3-5,12), губная гармоника (4,12)
- Юлий Харитонов — лидер-гитара (7)
- Звукоинженер: Игорь «Панкер» Гудков